# Euthymīs Mpakatsias
Euthymīs Mpakatsias (in greco Ευθύμης Μπακατσιάς?; Atene, 14 gennaio 1968) è un ex cestista greco.

## Carriera
Con la Grecia ha disputato i Giochi olimpici di Atlanta 1996, i Campionati mondiali del 1994 e due edizioni dei Campionati europei (1993, 1995).

## Palmarès
- Campionato greco: 4

Olympiakos: 1993-94, 1994-95, 1995-96, 1996-97
- Coppa di Grecia: 2

Olympiacos: 1993-94, 1996-97
- Coppa dei Campioni: 1

Olympiacos: 1996-97